# Мишо Смайлович
Мишо Смайлович (сербохорв. Mišo Smajlović, нар. 28 жовтня 1938, Сараєво) — югославський футболіст, що грав на позиції нападника. Виступав, зокрема, за клуб «Желєзнічар», а також національну збірну Югославії. По завершенні ігрової кар'єри — югославський та боснійський тренер. Очолював збірну Боснії та Герцеговини з 1999 по 2002 рік.

## Клубна кар'єра
Кар'єра Мишо почалася в столичному клубі «Слога», невеликому аматорському клубі з рідного Сараєво.
У 1955 році він перейшов у молодіжну команду «Желєзнічара». Через два роки він підписав професійний контракт з клубом, зігравши за нього більше 400 матчів і забивши 241 гол. Якщо брати до уваги лише офіційні матчі, то він зіграв 190 ігор і забив 97 голів. Мишо став найкращим бомбардиром Першої ліги Югославії, в сезоні 1962/63, з 18 голами.
У 1967 році Смайлович перейшов у бельгійський «Стандард» (Льєж), де провів півтора сезони, після чого повернувся в Югославію, ставши гравцем «Олімпії» з Любляни.
Завершив професійну ігрову кар'єру в клубі «Челік» (Зеніца), за який виступав протягом 1969—1971 років, вигравши в останньому сезоні з командою Кубок Мітропи.

## Виступи за збірну
1963 року дебютував в офіційних матчах у складі національної збірної Югославії. Протягом кар'єри у національній команді, яка тривала усього 2 роки, провів у формі головної команди країни 4 матчі, забивши 1 гол. Забив він його 27 жовтня 1963 року в товариському матчі проти збірної Румунії. Журналісти називали його «Джентльменом в бутсах», проте через те, що Мишо ніколи не грав у великому югославському клубі, він мало отримав право зіграти за збірну.

## Кар'єра тренера
Після завершення ігрової кар'єри Мишо став тренером. Першим клубом Смайловича як тренера став «Рудар» (Прієдор), що виступав у республіканській лізі Боснії і Герцеговини.
Згодом очолив рідний «Желєзнічар». У ньому він також виконував посаду спортивного директора і зіграв важливу роль у збереження існування клубу під час Боснійської війни.
У 1997 році Мишо був призначений головним тренером молодіжної збірної Боснії та Герцеговини. Після відходу у відставку Фарука Хаджибегича у жовтні 1999 року, Смайлович був призначений в. о., а через кілька місяців став основним тренером збірної Боснії та Герцеговини. Після закінчення контракту 2002 року Мішо не став продовжувати контракт.
В даний час він живе в Сараєво, і не задіяний у футболі.

## Титули і досягнення
- Володар Кубка Мітропи (1):

«Челік» (Зеніца): 1970/71